# إليكوت (نيويورك)
إليكوت (بالإنجليزية: Ellicott, New York) هي بلدة أمريكية تقع في الولايات المتحدة في مقاطعة تشاتاقوا، نيويورك. يقدر عدد سكانها بـ 8,714 نسمة ومساحتها 79.0 كم2 وترتفع عن سطح البحر 428 متر.